# ロマンス語学

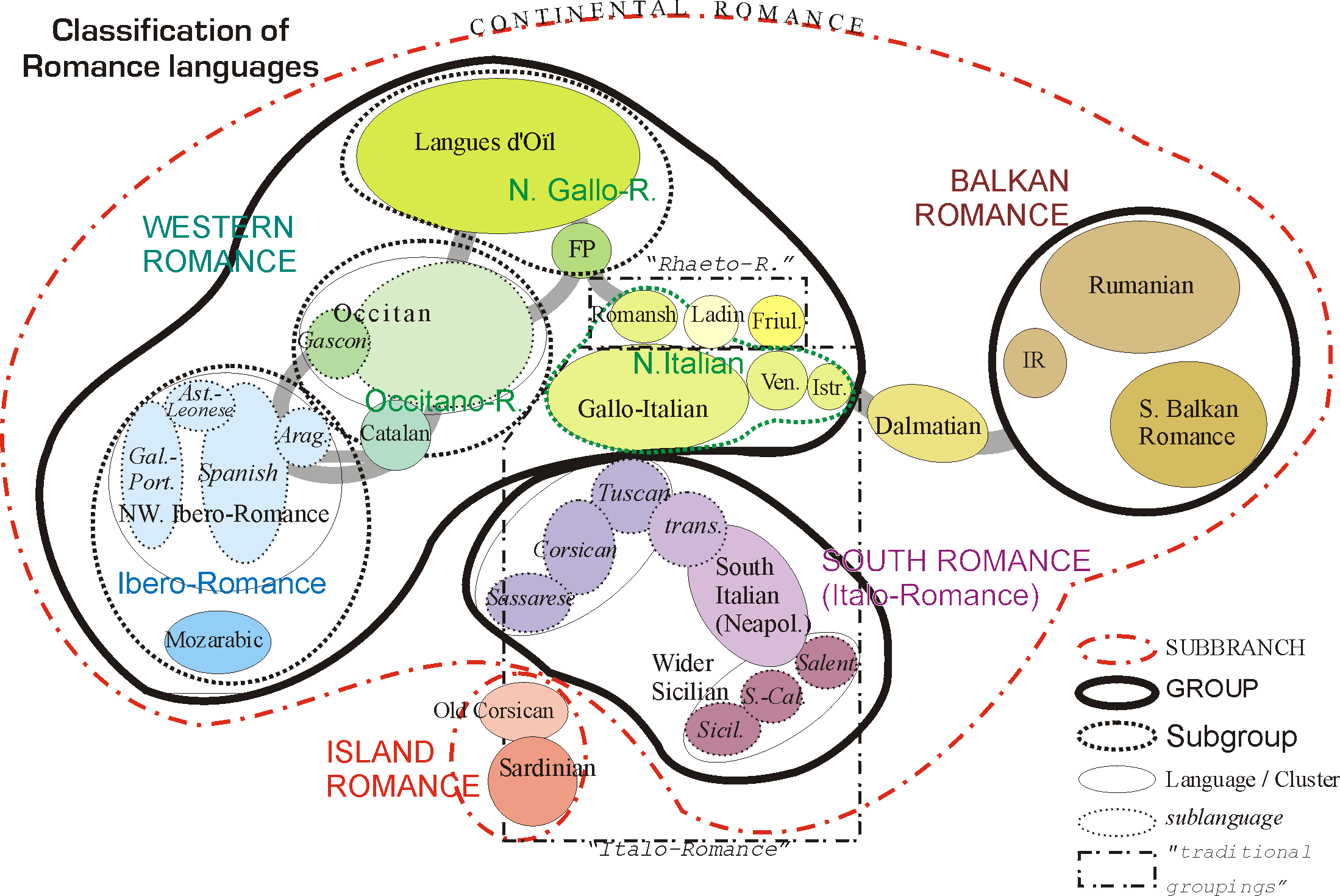
ロマンス諸語の比較方法に基づく系統モデル

ロマンス語学（ろまんすごがく）とは、フランス語、スペイン語、イタリア語などラテン語、正確には俗ラテン語から変化してきた言語を対象とする学問。
その内容は、ロマンス諸語の音韻、形態、文法などの通時的な変化、あるいは共時的な比較を主に行う。